# Dicranopygium insulare
Dicranopygium insulare är en enhjärtbladig växtart som först beskrevs av Henry Allan Gleason, och fick sitt nu gällande namn av Gunnar Wilhelm Harling. Dicranopygium insulare ingår i släktet Dicranopygium och familjen Cyclanthaceae. Inga underarter finns listade.